# A Mozart Band
A Mozart Band (eredeti cím: La Banda de Mozart) spanyol–francia televíziós rajzfilmsorozat, amelyet a BRB Internacional, Wang Film Productions és a Marathon Animation készített. Spanyolországban 1995-től az RTVE vetítette. Magyarországon korábban a TV2 sugározta, később az M2 adta le.

## Ismertető
Lola Lizzie a gyönyörűen énekes, éppen egy zenei előadást rendez. A előadáshoz néhány kísérőkórusra van szüksége. Mozart és a barátai egy társaságot állítanak össze. Chopin a billentyűs, Verdi a dobos, Beethoven a gitáros. Lola Lizzie által rendezett meghallgatáson viszont részt vesz Blacky is a társaival együtt, akinek elterjed a híre apjáról, aki a lemezkiadó. Így, hogy van e esélyük a sikerhez, ez meglátható a történetből.

## Szereplők
- Mozart
- Chopin
- Verdi
- Beethoven
- Blacky
- Charlie
- Lola Lizzie – A csodálatos énekesnő, aki meghallgatást tart.
- Gina – Fekete hajú kislány, aki Mozart egyik osztálytársa, részt vesz a meghallgatáson, egyszer egy kisbabára is vigyáz.
- Anna – Szőke hajú kislány, aki Mozart egyik osztálytársa, megnézi a meghallgatást.
- Lujza – Barna hajú kislány, aki Mozart egyik osztálytársa, megtekinti a meghallgatást.
- Elisa – Szőke hajú fiatal nő, aki tánctanár és jól táncol, Beethowen-nel is táncol.
- Elisa – Fekete hajú fiatal nő, egyszer felkéri Beethoween-t egy táncra, mit Beethowen elutasít.
- Liz – Szőkés barna hajú kislány, aki Gina barátnője, aki segít az iskolatető javításában, szereti a cicákat és Mozart-al sétál a városban.
- Virginia – Fekete hajú fiatal nő, aki egyszer meghallgatja a koncertekre megírt mesterműveket.
- Miss Mira Melindó – Vörös hajú fiatal nő, aki a melankó-i filmforgatók csapatának sajtófőnöke.
- Miss Madama / Caroline – Szőke hajú fiatal nő, aki egy popsztár és az minden vágya, hogy nagyon operaházakban is énekeljen.
- Gréta – Szőke hajú kislány, aki Anna barátnője, részt vesz Maestro bűvésztrükkjeinek előadásán.
- Carmen – Fekete hajú fiatal nő, aki a balett tanár és levizsgázik autóvezetésből is.
- Hortenzia – Szőke hajú fiatal nő, aki egy fiatal tudósnak közli híreit a microchips találmányán keresztül.
- Mira Mirasinszky – Szőke hajú kislány, aki újonnan érkezett az iskolába, megvédelmezi Chopin-t az iskolában egy félreértett tettért.
- Linda – Szőke hajú kislány, aki cirkuszi lovas, egy cowboy (kauboj) öltözetet visel és meghívta Mozart-ot és barátait egy országos utazásra, Carmen kíséretével.
- Irina – Szőkés barna hajú kislány, aki Charlie-ról azt gondolta a szakadt ruhája miatt, egy csavargó, de az utcai melódiájáról megtapasztalta, hogy egy utcazenész.
- Ernesztina – Vörös hajú kislány, aki a polgármester lánya, felöltözött az esküvőjére, a menyasszonyi ruhájába és a Mozart Band szolgáltatta az esküvőjére a zenét.
- Mina Kovalszki – Barna hajú kislány, akivel Limovszki rosszul bánt, a zenei tehetsége miatt, de Mozart és barátai megvédték.
- Limovszki Professzor
- Solfa Professzor

## Magyar hangok
- Bartucz Attila – Mozart
- Szokol Péter – Chopin
- Minárovits Péter – Beethoven
- Háda János – Verdi
- Tarján Péter – Solfa Professzor
- Zsigmond Tamara – Lola Lizzie
- Szénási Kata – ?
- Fehér Juli – ?
- Galambos Péter – ?
- Németh Gábor – ?
- Juhász Károly – ?
- Csuha Lajos – ?
- Csík Csaba – ?
- Hankó Attila – ?
- Bíró Anikó – ?

## Epizódok
1. A kezdetek
2. Az altatódal
3. Für Elise
4. Aida
5. Pimpo keringője
6. Beethoven csalódása
7. Szomorú melódia
8. Ég Önnel, Szolfézs professzor!
9. Boldog születésnapot, Mr. Col!
10. A Traviata
11. A mi fáink
12. Szerelmes mazurka
13. Kis éji zene
14. A találmány
15. Pimpo elrablása
16. Veszélyben a La Traviata
17. Zenei falfirka
18. Bolondos pizza
19. A mágikus show
20. Utcai melódia
21. Négy kicsi angyal
22. Győzelmi keringő
23. Blacky elveszti a fejét
24. A bujkáló lány
25. James, az inas
26. A varázslatos opera